# Гамова, Юлия Петровна
Юлия Петровна Гамова (укр. Юлія Петрівна Гамова, род. 25 сентября 1935, Бубновская Слободка) — украинская советская бандуристка, выступавшая в трио «Днепрянка». Народная артистка УССР (1979).

## Биография
Окончила в 1966 году Киевскую консерваторию (класс Андрея Бобыря, с 1985 года — её преподаватель). С 1956 года в составе трио бандуристок «Днепрянка» (с Элеонорой Миронюк и Валентиной Пархоменко) выступает на киевской эстраде, с 1965 года при Киевской филармонии. В репертуаре — творчество современных композиторов. Автор обработок музыкальных произведений для бандуры.